# 스림의 서사시

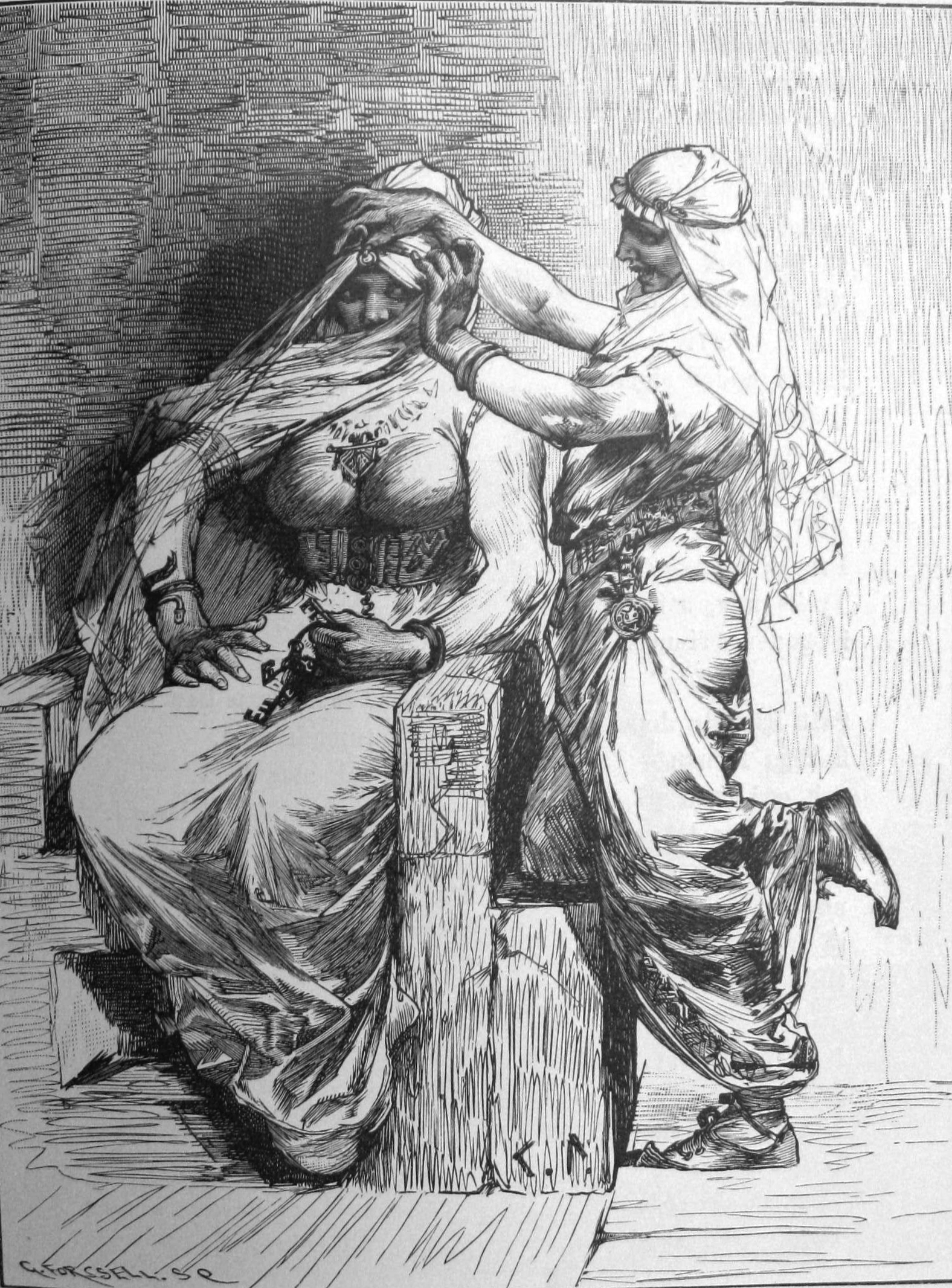
프레이야로 변장한 토르와 들러리로 변장한 로키.

〈스림의 서사시〉(고대 노르드어: Þrymskviða 스림스크비다)는 고 에다에서 가장 널리 알려진 시가 중 하나이다.

## 서사시 줄거리
거인 스림이 토르의 망치 묠니르를 훔쳐간 뒤 돌려받고 싶으면 프레이야를 자기 신부감으로 내놓으라고 요구한다. 에시르는 프레이야 대신 토르를 신부로, 로키를 신부 들러리로 여장을 시켜서 둘을 요툰헤임으로 보낸다. 축하 연회 도중에 토르는 소 한마리를 통째로 잡아먹는 등 그 정체가 우스꽝스럽게 묘사되고, 로키가 그에 대해 설득력 없는 설명을 하면 거인들이 어찌어찌 납득하는 식으로 이야기가 흘러간다. 결혼식 절차의 일환으로 묠니르가 토르의 손에 들어오게 되고, 토르는 거인들을 모조리 때려죽인 뒤 집으로 돌아갔다.

## 해석
〈스림의 서사시〉가 쓰여진 연대에 대하여 학자들 사이의 공통된 견해는 존재하지 않는다. 일부는 이것이 완전한 이교적 물건이며 에다 중에서도 가장 오래된 것이라고 보고 있고, 다른 이들은 이교 신들에 대한 초기 기독교적 패러디라고 보고 있다.
또다른 이야기에서는, 토르의 기행을 변명하는 로키의 설명이 동화 〈빨간 모자〉(Little Red Riding Hood)에서 빨간 모자가 늑대에게 할머니답지 않은 점을 지적하자 늑대가 그에 대해 이상한 변명을 하는 장면과 명백한 유사점이 있다고도 한다.